# St. Andreas (Hainsfarth)

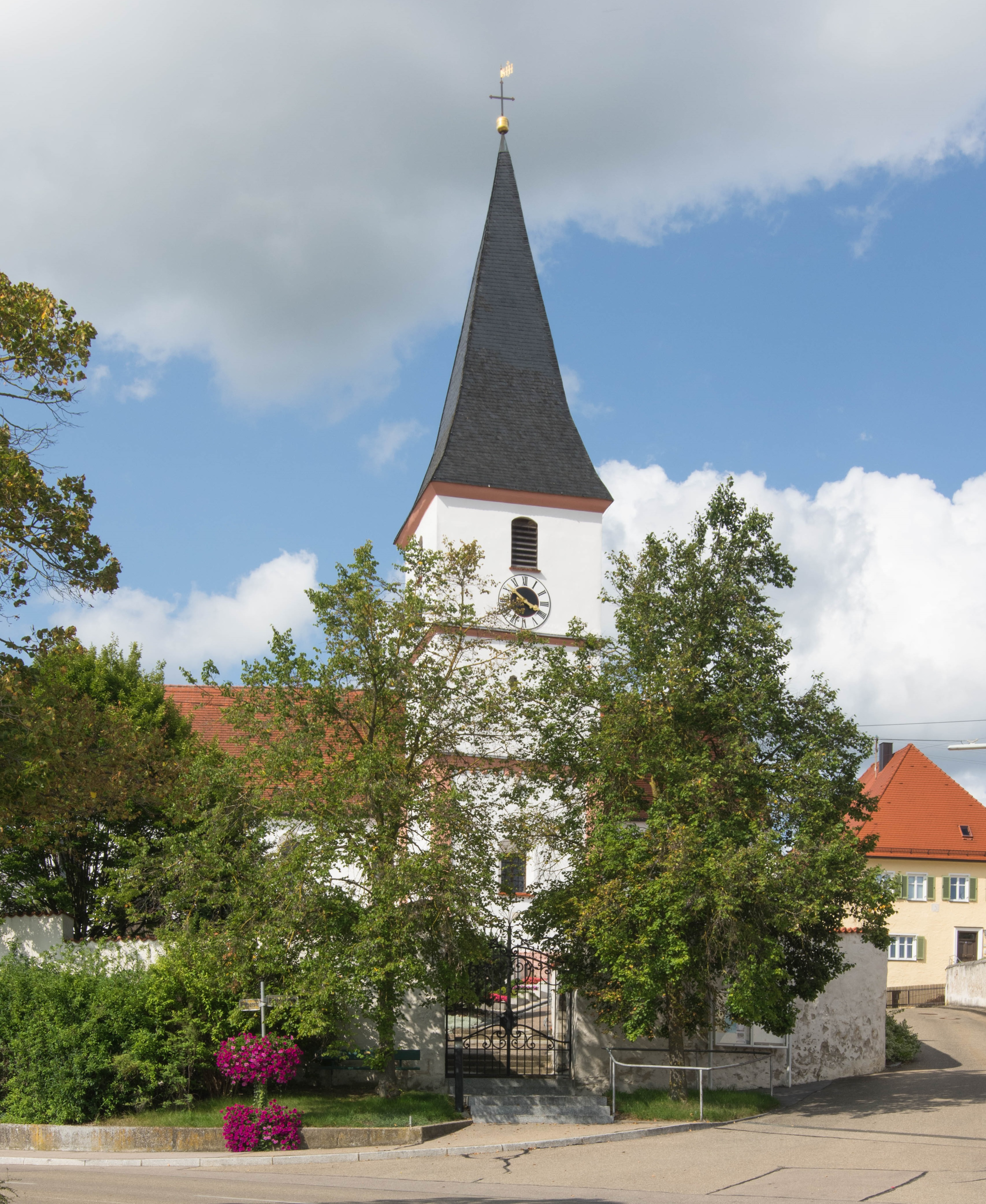
St. Andreas in Hainsfarth

Die römisch-katholische Pfarrkirche St. Andreas steht in Hainsfarth im bayerisch-schwäbischen Landkreis Donau-Ries von Bayern. Das Bauwerk ist in der Liste der Baudenkmäler in Hainsfarth als Baudenkmal unter der Nr. D-7-79-154-1 eingetragen. Die Pfarrei gehört zum Dekanat Weißenburg-Wemding des Bistums Eichstätt.

## Beschreibung
Das Langhaus und der Chor der Saalkirche wurden 1656 errichtet, das Langhaus wurde 1907 nach Westen verlängert. Die unteren Geschosse des Kirchturms im Südosten des Langhauses sind romanischen Ursprungs. Sein Glockengeschoss, das auch die Turmuhr beherbergt, erhielt er um 1340, seinen spitzen Helm erst 1907. Der Innenraum des Langhauses ist mit einer Flachdecke überspannt, der des quadratischen Chors mit einem Kreuzgratgewölbe. Der Stuck in den Innenräumen wurde 1695 von Johann Schmuzer angefertigt. Zur Kirchenausstattung gehört ein um 1670/80 gebauter Hochaltar, der von den Statuen des Simon Petrus und des Paulus von Tarsus flankiert wird. Die Altarretabel der Seitenaltäre hat um 1830 Josef Wintergerst gemalt.